# Blechnum sessilifolium
Blechnum sessilifolium là một loài thực vật có mạch trong họ Blechnaceae. Loài này được (Klotzsch ex H. Christ) C. Chr. mô tả khoa học đầu tiên năm 1905.